# Svenska Rasfjäderfäförbundet
Svenska Rasfjäderfäförbundet är en ideell förening för personer i Sverige med rasfjäderfän som hobby bildad 1975. SRF har cirka 1 800 medlemmar (2010). Inom SRF finns 26 lokalklubbar och 5 specialklubbar. 